# Harry Hart (cầu thủ bóng đá)
Harold "Harry" Hart (29 tháng 9 năm 1926 – 2012) là một cầu thủ bóng đá người Anh từng thi đấu ở vị trí tiền đạo.